# Giannicolò Conti

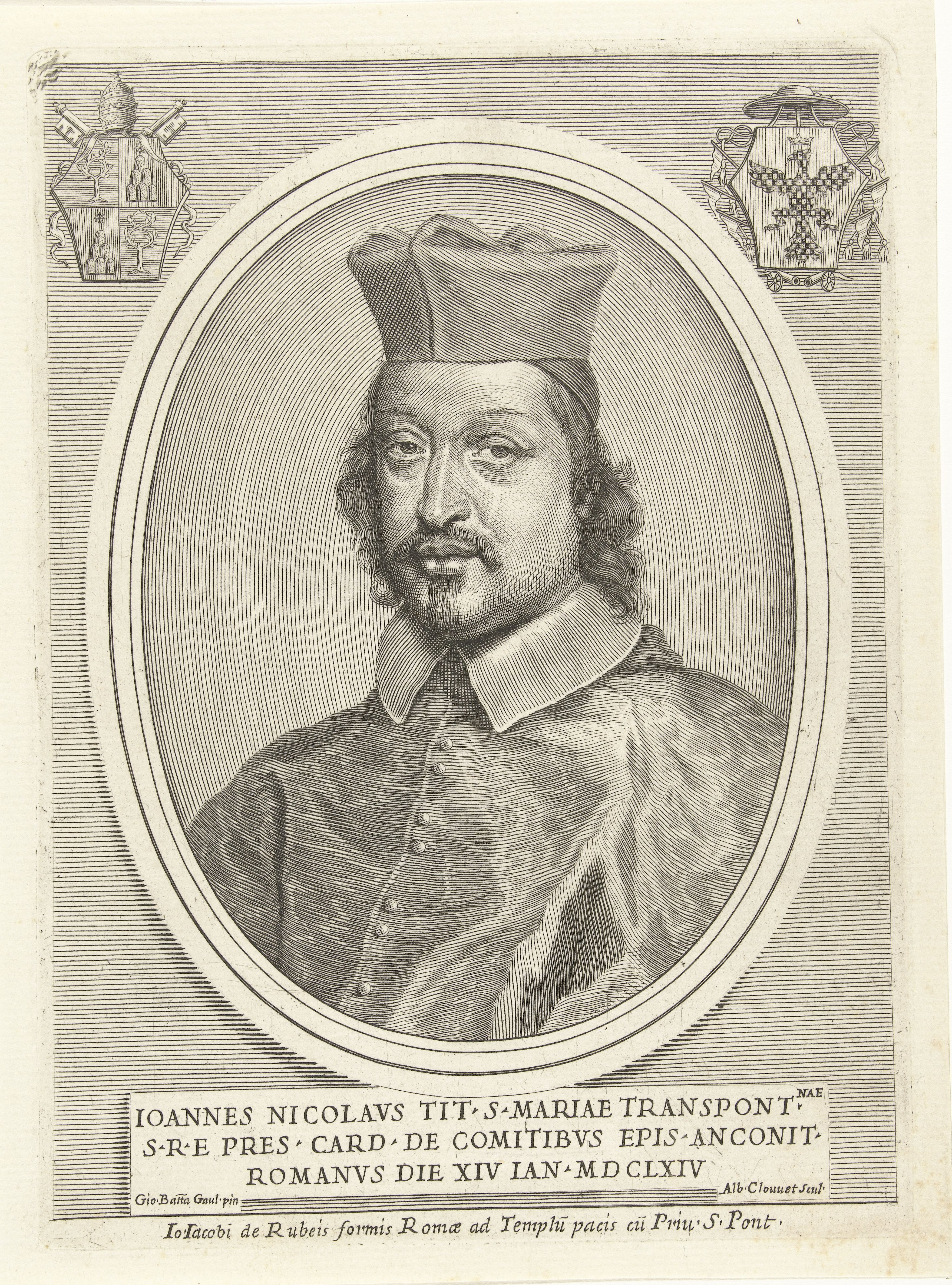
Giannicolò Conti

Giannicolò Conti (auch Jean-Nicolas Conti; * 1. Juni 1617 in Poli, Kirchenstaat; † 20. Januar 1698 in Ancona) war ein italienischer Kardinal.

## Leben
Giannicolò Conti wurde 1617 in Rom geboren. Er war Sohn von Lotario Conti, Herzog von Poli, und dessen zweiter Frau Giulia Orsini. Die Päpste Innozenz III., Gregor IX. und Alexander IV. entstammten seiner Familie, ebenso die Kardinäle Giovanni dei Conti di Segni, Ottaviano di Paoli de’ Conti di Segni, Giovanni Conti, Francesco Conti und der Pseudokardinal Lucido Conti.
Zur Erziehung kam er zu seinem Bruder Torquato Conti, der ab 1626 als päpstlicher General diente. Er zeigte keine Neigung zum militärischen Kampf und widmete sich religiösen Studien. 1652 wurde er Referendar am Tribunal der Apostolischen Signatur. Von 1655 bis 1659 war er Vizelegat in Avignon und von 20. November 1662 bis 15. Februar 1666 war er Gouverneur von Rom.
Am 14. Januar 1664 kreierte Papst Alexander VII. ihn zum Kardinal in pectore. Im Konsistorium am 15. Februar 1666 veröffentlichte er seine Ernennung. Am 15. März 1666 erhielt er den Kardinalshut und wurde in seiner Titelkirche Santa Maria in Traspontina installiert. 14 Tage später ernannte ihn der Papst zum Bischof von Bistum Ancona e Numana. Am 2. Mai 1666 weihte Girolamo Farnese, Kardinalpriester von Sant’Agnese fuori le mura, ihn in Sant’Ambrogio della Massima zum Bischof. Mitkonsekratoren waren Emilio Bonavent Alteri, Bischof von Camerino, und Federico Borromeo, Titularpatriarch von Alexandria. Am 8. August 1691 erhob Papst Innozenz XII. ihn zum Kardinalbischof von Sabina.
Er nahm an den Konklaven 1667, das Clemens IX. wählte, 1669–1670, das Clemens X. wählte, 1676, das Innozenz XI. wählte, 1689, das Alexander VIII. wählte und 1691, das Innozenz XII. wählte, teil.
Er starb in seiner Bischofsstadt Ancona und wurde in der dortigen Kathedrale aufgebahrt und begraben.